# Gustavo do Vale Rocha
Gustavo do Vale Rocha (Belo Horizonte, 23 de janeiro de 1973) é um jurista, advogado e professor universitário brasileiro, atualmente secretário de estado-chefe da Casa Civil do Distrito Federal. Foi ministro dos Direitos Humanos do Brasil e secretário de Estado de Justiça e Cidadania do Distrito Federal. Em abril de 2024, Gustavo Rocha recebeu o título de Cidadão Honorário de Brasília, concedido pela Câmara Legislativa do Distrito Federal (CLDF).
Também foi titular interino da Secretaria Extraordinária da Pessoa com Deficiência do DF, subchefe para Assuntos Jurídicos da Casa Civil da Presidência da República, integrante da Comissão de Ética Pública da Presidência da República (CEP/PR), membro da Autoridade Pública de Governança do Futebol (APFut), conselheiro do Conselho Nacional do Ministério Público (CNMP) e chefe da Assessoria Especial de Estratégia do Gabinete do Governador do Distrito Federal. 
Durante sua gestão no Ministério dos Direitos Humanos, lançou a campanha “Você tem voz”, como forma de enfrentamento à violência contra as mulheres. Com a música “Coração pede Socorro”, interpretada pela cantora Naiara Azevedo, a campanha foi vencedora do “Leão de Ouro” na categoria Entertainment for Music, no Festival de Publicidade de Cannes, prêmio mais importante da publicidade mundial. 
É bacharel em direito, especialista em direito econômico pela Fundação Getulio Vargas (FGV) e mestre em políticas públicas pelo Centro Universitário de Brasília (UniCEUB), do qual é professor de direito civil desde 1999, tendo coordenado o Núcleo de Prática Jurídica do UniCEUB entre 2010 e 2018. No exercício da advocacia desde 1997, fundou o escritório de Advocacia Vale e Rocha Advogados Associados em 2004, dele se licenciando quando assumiu as atuais funções públicas.

## Trajetória Profissional e Acadêmica

### Banco do Brasil
Gustavo Rocha iniciou sua trajetória profissional como funcionário do Banco do Brasil. Ingressando por concurso público em 1987, trabalhou na instituição até 1998.

### Formação Acadêmica e Magistério
Cursou Economia na Universidade de Brasília - UNB – concomitantemente ao curso de Direito no Centro Universitário de Brasília – UniCEUB. Interrompeu o curso de Economia após dois anos, graduando-se em Direito em 1996 e obtendo o título de mestre em Direito e Políticas Públicas pelo mesmo UniCEUB em 2012. Possui especialização em Direito Econômico pela Fundação Getulio Vargas (2000) e é pós-graduado pela Escola da Magistratura do Distrito Federal (1997).
Desde 1999 é professor no UniCEUB, dedicando-se ao ensino do Direito Civil e de prática jurídica, coordenando o Núcleo de Prática Jurídica daquela universidade por 8 (oito) anos, de 2010 a 2018. Responsável pela formação em Prática Jurídica de aproximadamente 1.000 alunos a cada ano, prestando atendimento jurídico a pessoas hipossuficientes e alcançando a quantidade de 50 mil processos acompanhados. Gustavo do Vale Rocha fez ainda parte do Conselho Universitário e do Conselho de Ensino e Pesquisa do UniCEUB.

### Advocacia Privada
Exerce a advocacia desde 1997, fundando seu próprio escritório de advocacia (Vale e Rocha Advogados Associados) em 2004. A despeito das inúmeras funções públicas que atualmente cumula, circunstância que o levou a licenciar-se de seu escritório desde 2016, Gustavo do Vale Rocha corriqueira e publicamente se apresenta como advogado.

### Subchefia para Assuntos Jurídicos da Casa Civil da Presidência da República - SAJ
Em 2016, foi nomeado pelo Presidente da República como Subchefe para Assuntos Jurídicos da Casa Civil da Presidência da República, posto já ocupado recentemente por juristas como Dias Toffoli e Gilmar Mendes.

### Conselho Nacional do Ministério Público (CNMP)

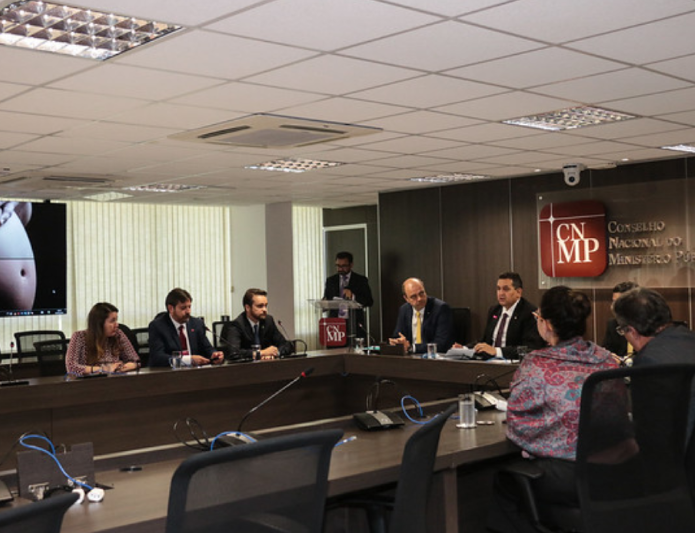
Gustavo Rocha prestigiou o lançamento da campanha de apoio a gestantes pelo Conselho Nacional do Ministério Público (CNMP)

Em 2015, Gustavo Rocha foi indicado para ocupar a vaga destinada à Câmara dos Deputados no Conselho Nacional do Ministério Público (CNMP), sendo nomeado ao cargo pela Presidente da República Dilma Roussef após sabatina do Senado Federal. Encerrou seu segundo biênio (2017-2019) como Conselheiro do CNMP, nomeado ao cargo pelo Presidente da República Michel Temer, igualmente, após sabatina do Senado Federal, em junho de 2019, sendo substituído por Otávio Luiz Rodrigues.
A atuação de Gustavo Rocha no CNMP foi marcada por importantes relatorias e proposições. Foi relator da proposta de resolução que institui o Cadastro Nacional de Casos de Violência Doméstica e Familiar contra a Mulher (Res. CNMP 135/2016); da que disciplinou a atuação dos membros do Ministério Público na defesa dos Direitos Fundamentais das pessoas idosas residentes em instituições de longa permanência (Res. CNMP 154/2016); da que reservou 20% das vagas oferecidas nos concursos públicos para cargos efetivos de todo o Ministério Público para negros (Res. CNMP 170/2017).
Relatou a Recomendação CNMP 48/2016, que trata de parâmetros de atuação no controle do dever de gasto mínimo com a saúde, bem como a Recomendação CNMP 64/2018, sobre a atuação do Ministério Público na realização de visitas institucionais em instituições que atendem pessoas com deficiência em regime de acolhimento.
Foi ainda proponente da recomendação sobre a necessidade de o Ministério Público manejar ações voltadas ao oferecimento de cursos e disponibilização de livros às pessoas privadas de liberdade, bem como da proposta de resolução que reserva aos negros 30% das vagas oferecidas nas seleções para estágio no âmbito do Ministério Público brasileiro.

### Ministério dos Direitos Humanos
Gustavo Rocha foi nomeado para o cargo de Ministro de Estado dos Direitos Humanos em 20 de fevereiro de 2018. Sua atuação recebeu destaque e reconhecimento em razão da alta produção normativa no curto período à frente do Ministério, destacando-se a integral regulamentação da Lei Brasileira de Inclusão – LBI.
À frente do Ministério dos Direitos Humanos, em 2018, Gustavo Rocha lançou a campanha “Você tem voz”, como forma de enfrentamento à violência contra as mulheres. Com a música “Coração pede Socorro”, interpretada pela cantora Naiara Azevedo, a campanha foi vencedora do “Leão de Ouro” na categoria Entertainment for Music, no Festival de Publicidade de Cannes, prêmio mais importante da publicidade mundial. 
Outras medidas e atuações de sua gestão são igualmente destacadas, como a reserva de vagas para negros na administração pública indireta; melhorias e ampliação do Programa de Proteção aos Defensores de Direitos Humanos – PPDDH; o acompanhamento e solução da situação das crianças brasileiras separadas do pais nos Estados Unidos em razão da política de Tolerância Zero à imigração ilegal da atual Administração Federal norte-americana; diversos avanços normativos e ações de enfrentamento à violência contra as mulheres. 

### Comissão de Ética Pública
Em 22 de novembro de 2018, Gustavo Rocha foi nomeado pelo Presidente da República Michel Temer para exercer a função de membro da Comissão de Ética Pública, com mandato de três anos.

### Secretaria de Justiça e Cidadania do Distrito Federal

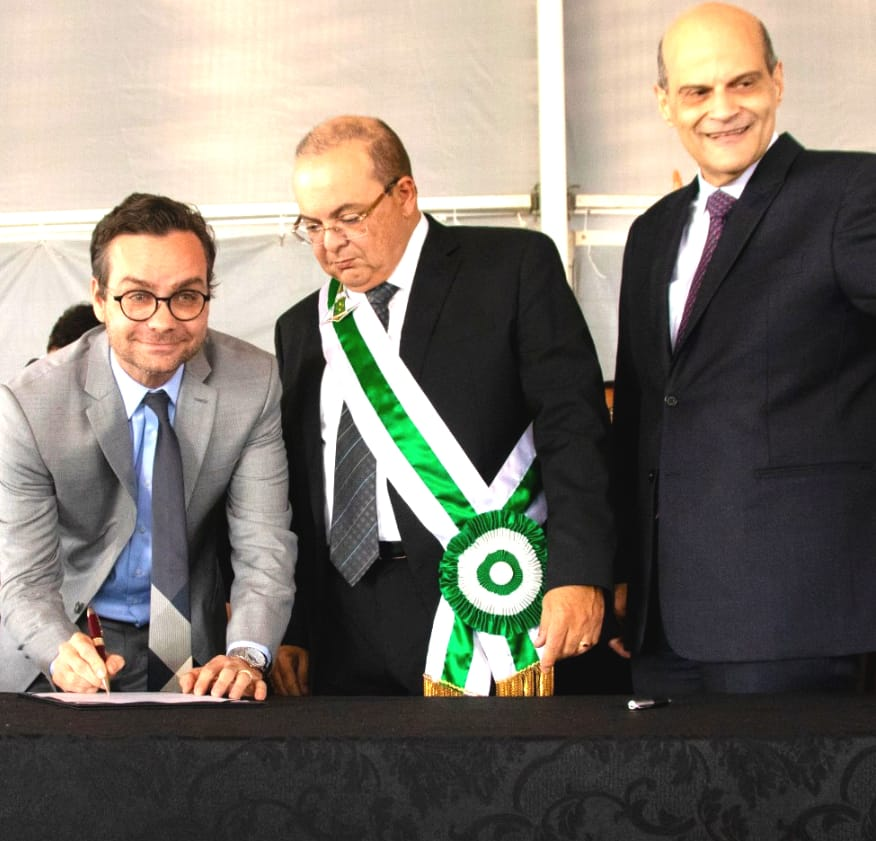
Gustavo Rocha tomou posse como novo Secretário de Justiça e Cidadania do GDF

Convidado pelo governador eleito Ibaneis Rocha para assumir a Secretaria de Estado de Justiça do Governo do Distrito Federal (Sejus/DF), Gustavo Rocha, foi nomeado em 1° de janeiro de 2019 e permaneceu no cargo até 11 de março de 2020. Teve como desafio avançar, no plano distrital, algumas das pautas trabalhadas na esfera federal enquanto ministro dos Direitos Humanos.  A Secretaria de Justiça e Cidadania tem como premissa básica promover o pleno exercício da cidadania e da defesa dos direitos inalienáveis da pessoa humana, mediante ação integrada entre a sociedade e o Governo do Distrito Federal (GDF). À frente da pasta, Gustavo Rocha foi responsável por articular diretrizes para a política governamental, bem como a coordenação de sua execução nas áreas da proteção, educação e orientação ao consumidor, além da defesa dos direitos da cidadania, das crianças e adolescentes, idosos, pessoas com deficiência, população negra, população LGBT. Entre os destaques de sua gestão estão o fortalecimento do Sistema Socieducativo  do DF, a regulamentação de serviços funerários no Distrito Federal e o Programa Sejus Mais Perto do Cidadão, que leva mensalmente serviços do GDF a regiões administrativas e alcançou mais de 70 mil pessoas em 11 edições.  Gustavo Rocha assumiu interinamente a Secretaria Extraordinária da Pessoa com Deficiência do DF, cargo que ocupou entre outubro de 2019 e março de 2020. Foi convidado pelo governador Ibaneis Rocha para ser chefe da Assessoria Especial de Estratégia, do Gabinete do Governador, função que desempenha desde março de 2020.